# Ким Хын Су
Ким Хын Су (кор. 김흥수, 17 ноября 1919, Хамхын — 9 июня 2014, Сеул) — корейский художник, «Пикассо Кореи», основатель стиля «гармонизм» в живописи.

## Биография
В 1919 году в корейском городе Хамхын в семье Кимов рождается последний из четверых детей. Ребёнку дают имя Хын Су. Отец Ким Ён Гук был муниципальным чиновником в городе Хамхыне, мать И Бу Гап была преподавательницей шелководства во дворце Чхандок.
С юных лет Ким Су проявлял интерес к театру и изящным искусствам, а затем и к живописи. Ещё в школьные годы принимал участие в выставках.

Художник Кимсу представил в 1936 году во время 16 художественной выставки «Чосон» написанную маслом картину «Ночной натюрморт». Его полотно было отобрано, что позволило ему быть официально признанным в художественной среде. Тогда ему было всего 17 лет и учился он в средней школе в Хамхыне. Когда задумываешься, что во время японской оккупации ученик третьего класса средней школы стал лауреатом художественной выставки «Чосон», являвшейся эквивалентом национальных выставок наших дней, невольно приходишь в восхищение. В то время согласно семейным традициям и традиционному укладу жизни корейцев занятие искусством считалось позорным и, как явствует из «Автобиографических очерков» (Альбом картин Кимсу), изданных в 1979 году, молодой Кимсу был подвергнут острой критике в семейном кругу, и обстановка стала настолько невыносимой, что ему пришлось покинуть отчий дом.— Им Ён Бан, Директор Национального музея современного искусства
После окончания школы поступает на факультет масляной живописи Токийской школы изящных искусств и досрочно завершает учёбу из-за войны (1944 год). В 1946 году переезжает в Южную Корею. Принимает участие в выставках, преподает на факультете изящных искусств Сеульского государственного университета.

«Я начал думать, что мне обязательно нужно создавать картины, которые человек ощущал бы как можно более глубоко. Они должны, например, вызывать у людей ненависть к злодеяниям войны или определять их отношение к войне. Тогда я понял, что ради создания таких произведений мне необходимо поменять свой художественный язык. Однако для меня, прибегающего всегда к технике рисунка с натуры, совершение крутого поворота, чтобы применять принцип созидания, требовало немало усилий. Мне нужно было в потемках ошупью искать правильный путь. Вот почему я принял решение покинуть Корею и отправиться во Францию.»— Автобиографические очерки: «На берегах моего одиночества, история моего гармонизма»
В 1955 году Ким Су переезжает в Париж, где продолжает учёбу и активно участвует в Выставках иностранных художников в Малом дворце, в Международных художественных выставках, в выставках «Осеннего салона» и т. д. Получает восторженные отзывы критиков.
В 1961-66 годах возвращается в Корею, где назначается на должность специалиста по вопросам изящных искусств Корейского комитета ЮНЕСКО и основывает Исследовательский институт изящных искусств. Участвует в многочисленных национальных выставках.
В 1966 году переезжает в США, и до 1978 года ведет преподавательскую деятельность во многих художественных колледжах и академиях США, проводит индивидуальные выставки, участвует в национальных и международных выставках. Ким Су о своем пребывании в США:

«Что я сделал до сих пор из того, чего ожидало от меня корейское искусство? 12 лет можно считать совсем коротким периодом. Если корейские художественные круги ожидали, что в США я завоюю такую же известность, какую я начал приобретать во время моего пребывания в Париже, то их надежды не совпали с моими собственными намерениями… Тем не менее нисколько не жалею, что я провел более 10 лет в Америке. Если даже я вернулся оттуда без богатства и славы, то это ни в коем случае не помешало мне создать произведения, которые зарождались в глубине моей души.»— Автобиографические очерки: «На берегах моего одиночества, история моего гармонизма»
В 1979-92 годах проводит многочисленные выставки в Корее, Париже, Японии.
В 1993 году — выставка в московском Государственном музее изобразительных искусств им. А. С. Пушкина и в Санкт-Петербурге в Государственном Эрмитаже.
Ким Су — лауреат многочисленных премий Кореи, Франции, США в области живописи.
Ким Хын Су умер 9 июня 2014 года в возрасте 94 лет.

## Ким Су о гармонизме
Из исследований, проведенных Кимсу в 1957 году:

«Насмехаясь над окружающим миром, подвергшимся внезапным преобразованиям, мы находимся лицом к лицу с жестокой действительностью, перед которой мы не можем воздержаться от рыданий. В настоящее время мы оказались в положении, которое требует, чтобы мы освободились от своих грез, даже самых романтических, и немедленно спустились на землю. Чтобы выразить это с помощью изображения, мы позволяли себе до сих пор восхищаться чем-нибудь красивым, а это вдруг представляется нам лишенным малейшего значения, и в то же время нас привлекают наиболее отвратительные вещи… По этой причине отказываюсь ограничивать свои произведения рамками какого-то заданного и застывшего стиля. Я желаю обеспечить своим произведениям свободу, предвидя время, когда не буду тем, кто я сегодня. Однако важно, чтобы все произведения, как сегодняшние, так и завтрашние, были поистине моими. Беспрерывно мне приходится раскрывать посредством образов дыхание человечества, живущего в этой суровой действительности, а также вести исследования и учиться. Я есть свобода.»— Ким Су, «Исследования и поиски», 1957
О гармонистическом искусстве:

«… Гармонистское произведение, являющееся картиной, создает гармонию разнородных характеристик конкретного (фигуративное искусство) и отвлеченного (абстрактное искусство)… Если состояние тотального превышения самого себя, согласно дзэн-буддизму, представляет собой суть восточного искусства, то в основе западного искусства лежит очищение утонченных до предела ощущений. Наоборот, для изящных искусств Соединенных Штатов Америки точкой отсчета является тщательно взвешенный рационализм. Что касается меня, то я приложил сознательные и добровольные усилия, чтобы проложить себе собственный путь к разнородной мировой культуре, который сводится к трем принципам. Создание гармонистского произведения заключается не в том, чтобы написать две картины на две разные темы и придать им гармонию, но в определенной художественной манере, особенностью которой является трактовка одной и той же темы и создание по крайней мере двух картин с использованием образа (ян, светлое начало) и абстрактного элемента (инь, темное начало), которого глаз не в состоянии уловить. Затем надо позаботиться о гармонии одного и того же произведения.»— Автобиографические очерки: «На берегах моего одиночества, история моего гармонизма»
Из работы «Синтез конкретного и абстрактного»:

«Инь (негативное) и ян (позитивное) — две крайности, два полюса, которые противопоставляются друг другу; но только тогда, когда эти две крайности объединяются в единое целое, можно приблизиться к совершенству. Разумеется, что невозможно исключение в сфере искусства… Как инь (негативное) и ян (позитивное) объединяются, чтобы породить совершенство, так и реалистическое и абстрактное произведения, два мира искусства, сливаются воедино посредством синтеза. Тогда появляется возможность представить гармонистское искусство, весьма таинственное, которое превосходит изобразительное искусство… Когда случайные элементы абстракции, доведенной до крайности, гармонически сочетаются с неотвратимым характером реалистического изображения, можно достигнуть еще более разностороннего и более глубокого созидания.»— Альбом картин Кимсу, 1977 год

## Картины

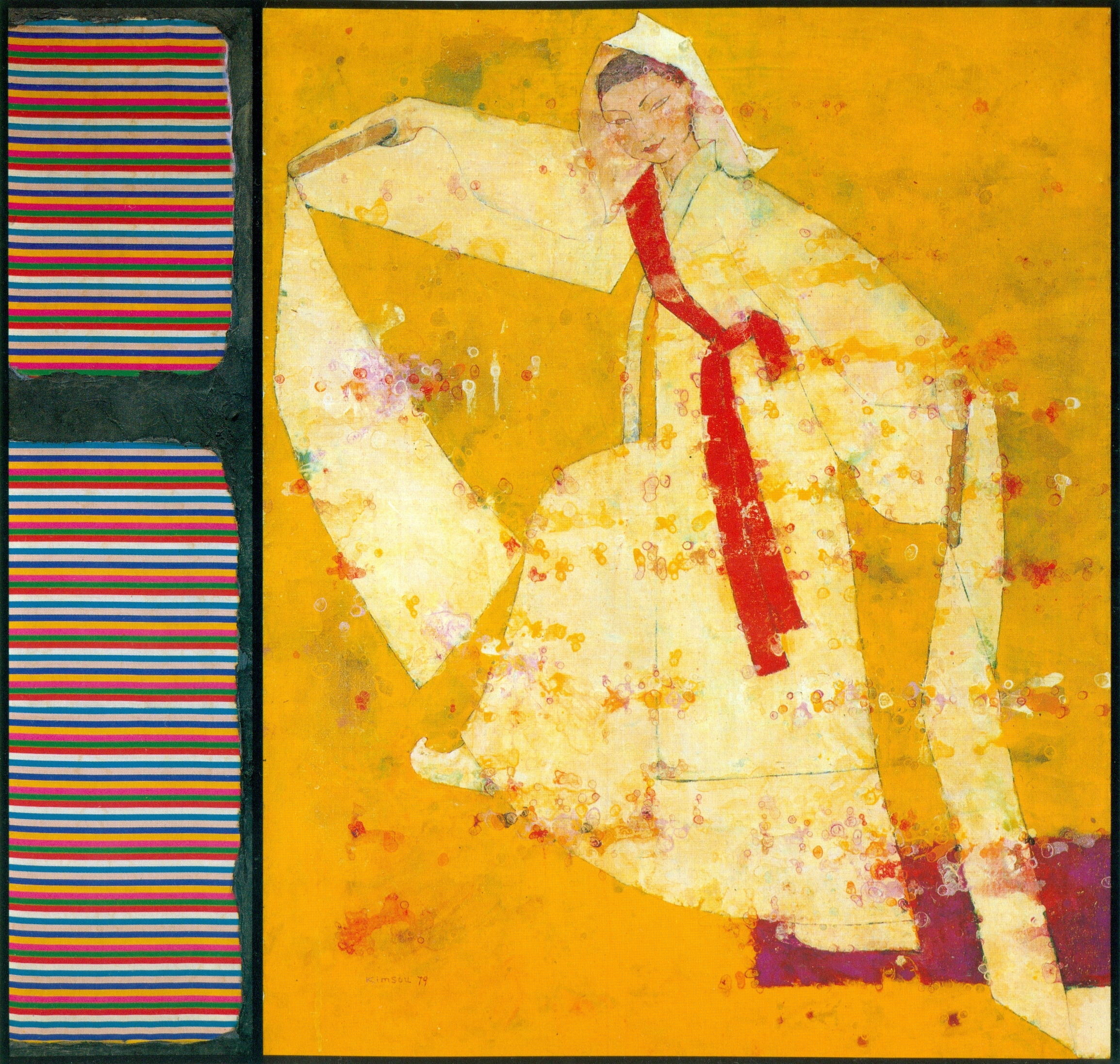
Буддийский танец,1979
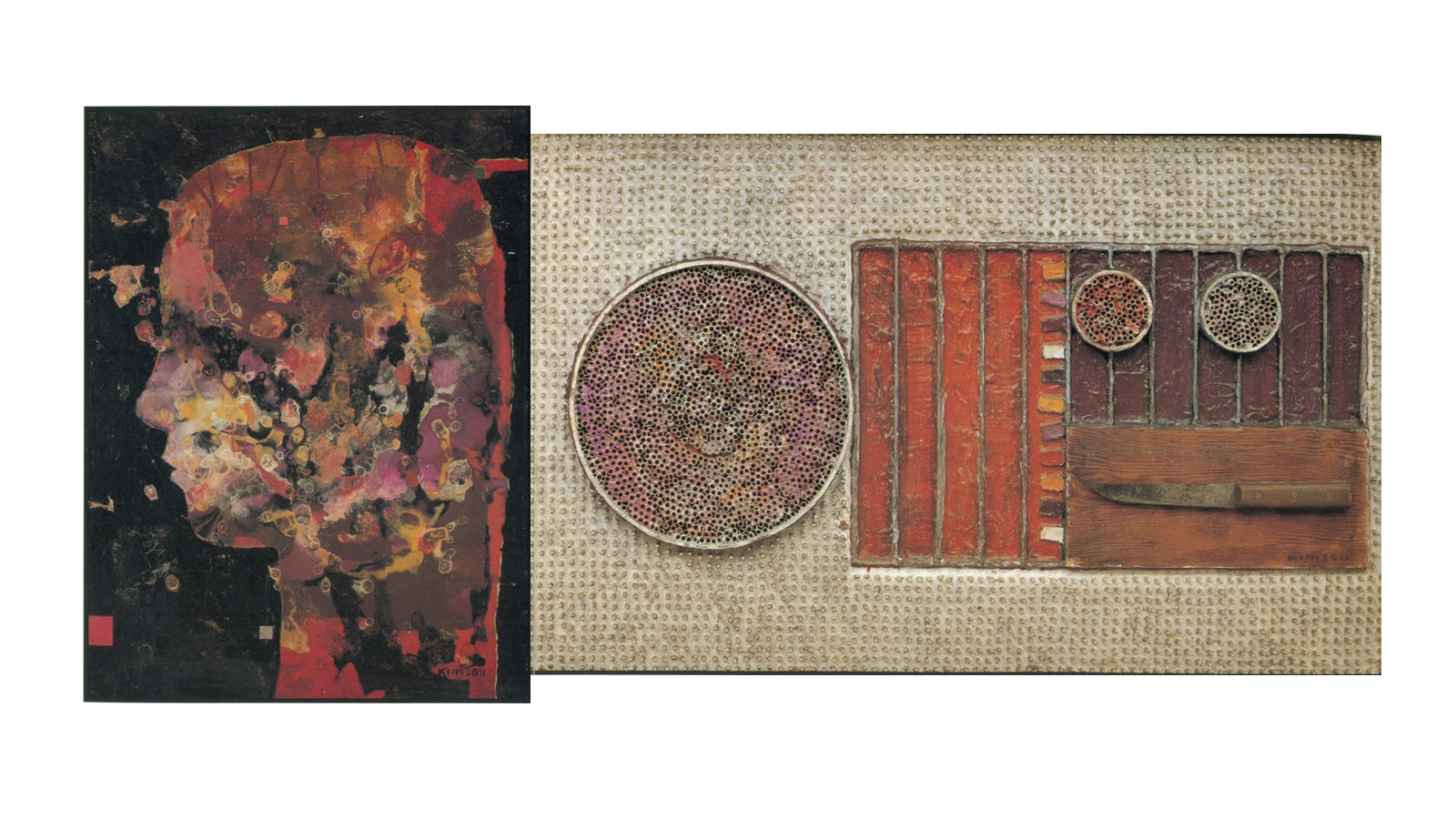
Война и мир,1970-80
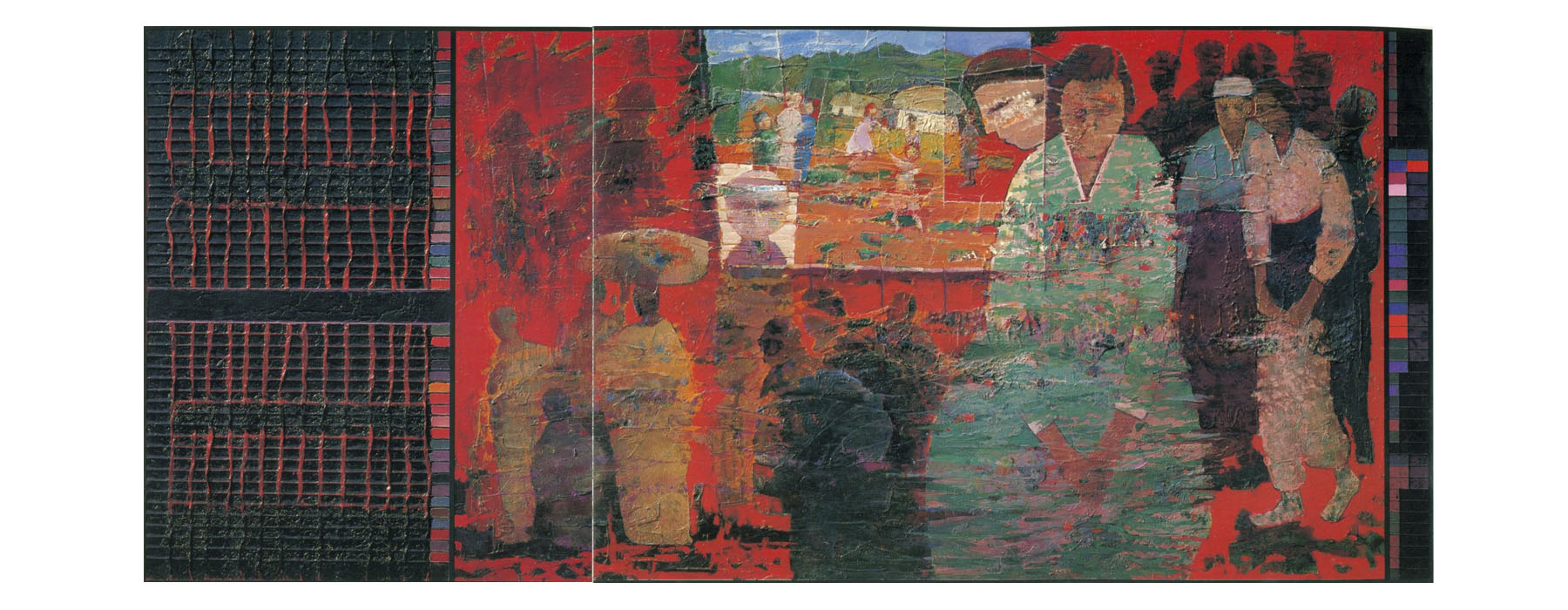
Война и мир,1986
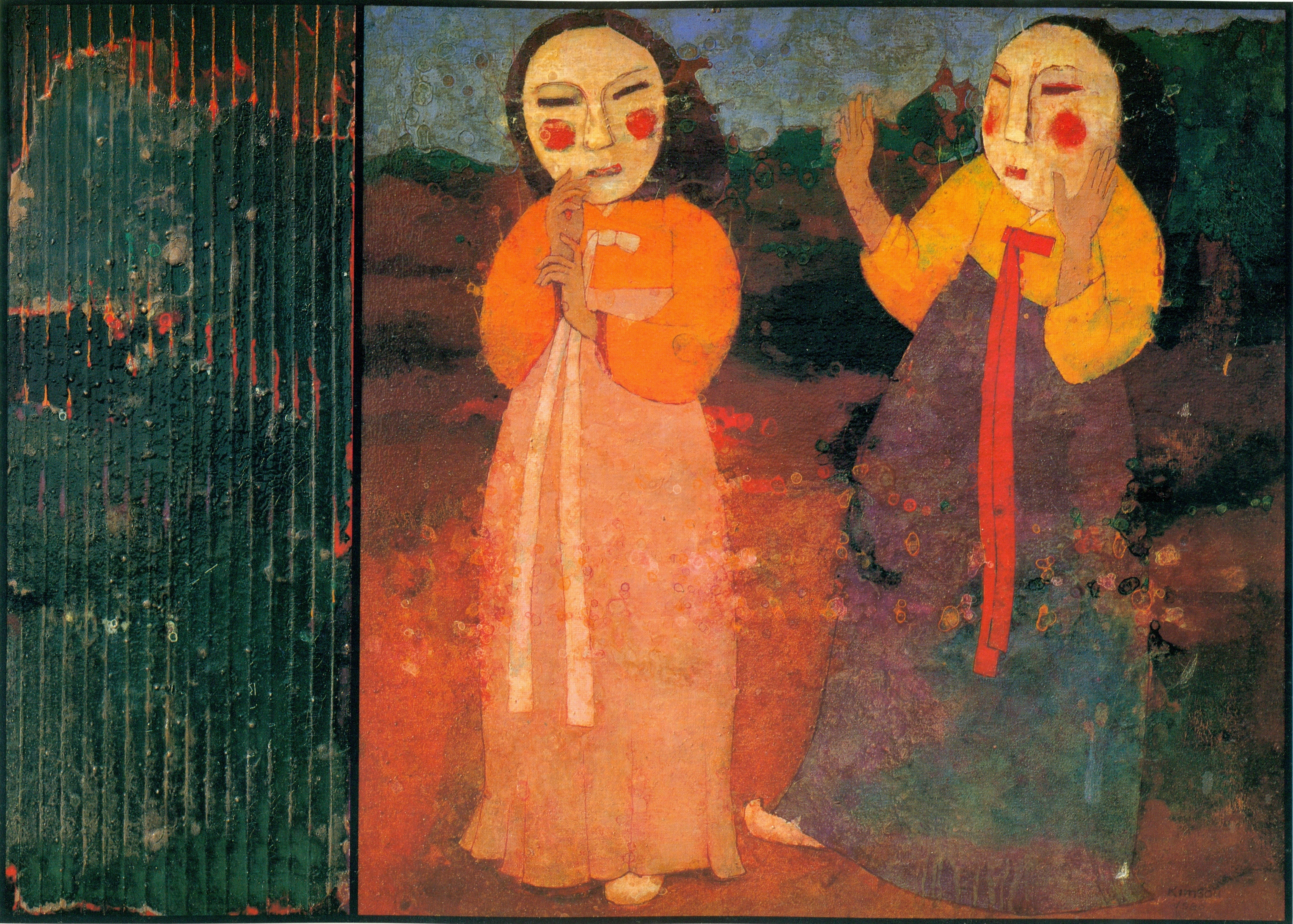
Волшебная сказка,1980
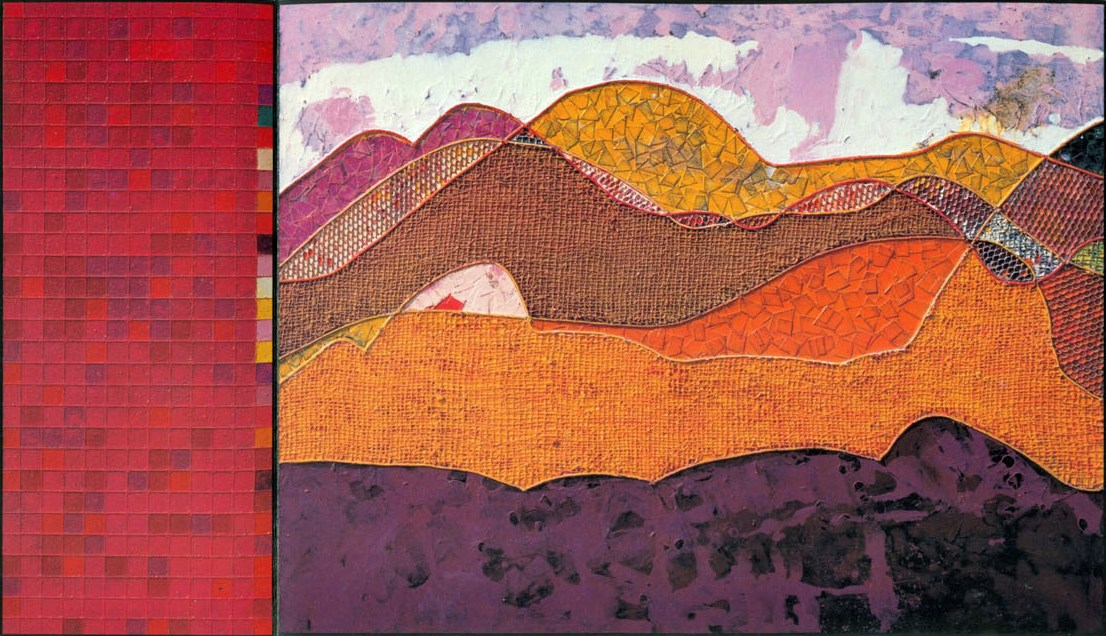
Горы,1983
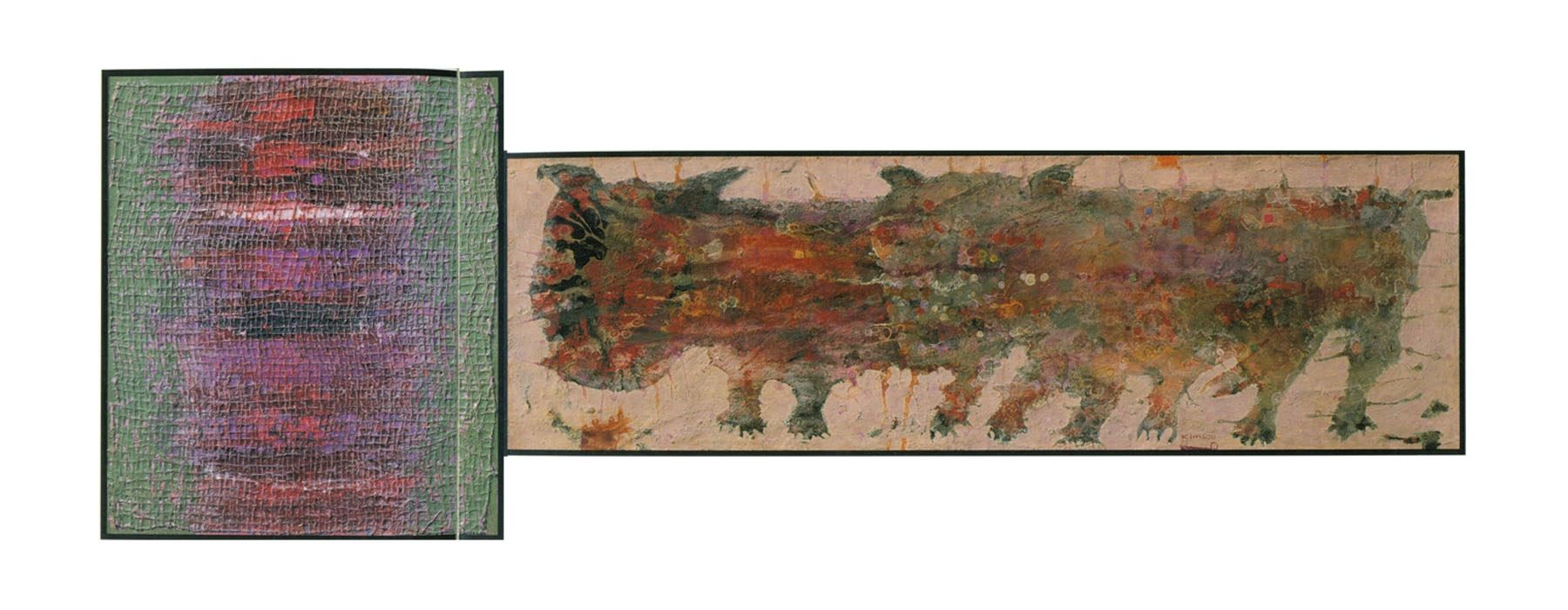
Два тигра,1979
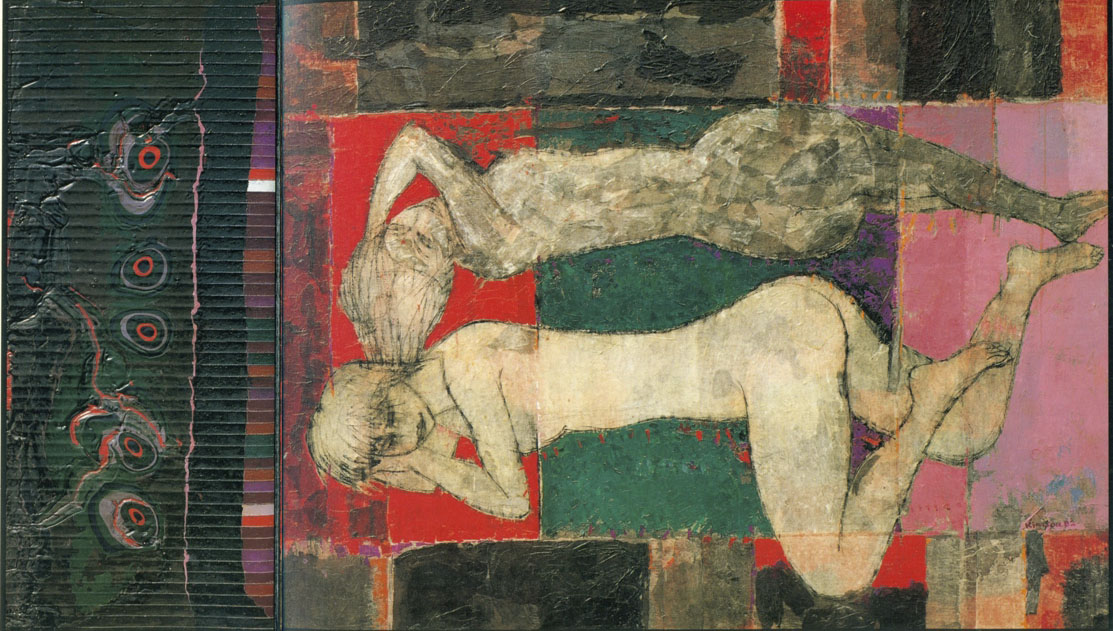
Две женщины,1982
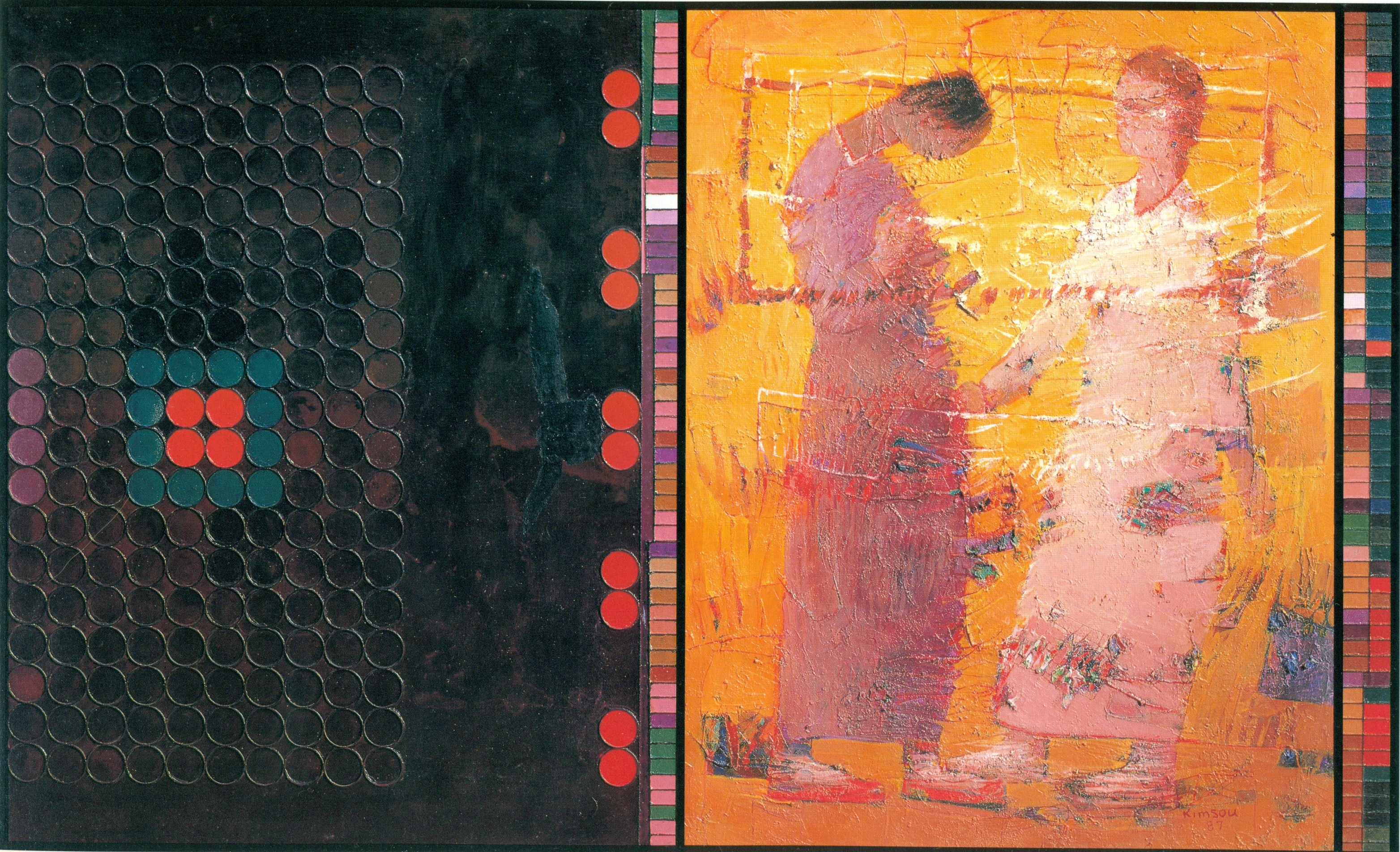
Дружеская беседа,1987
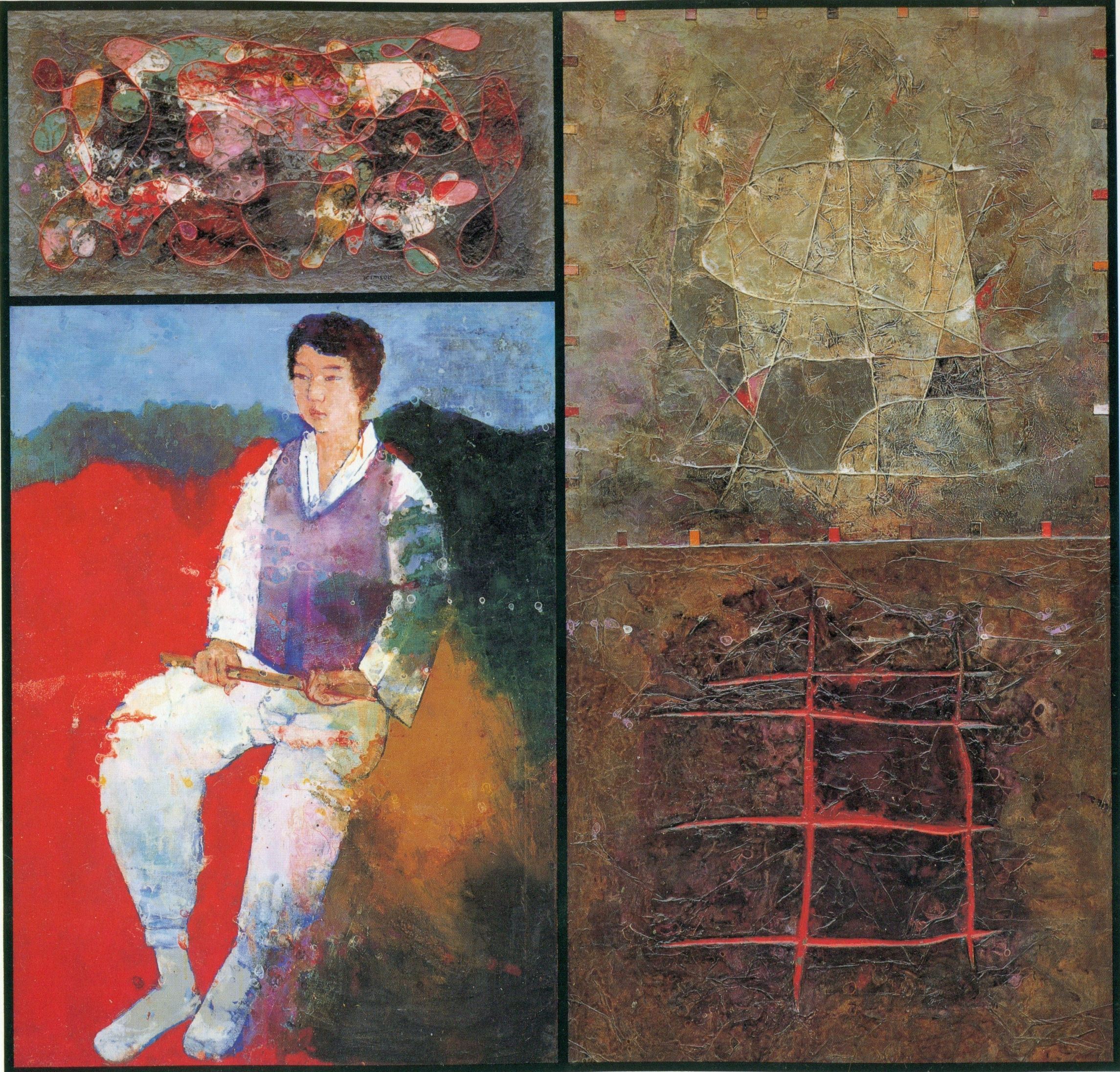
Ёнджин думает о родной стране,1979
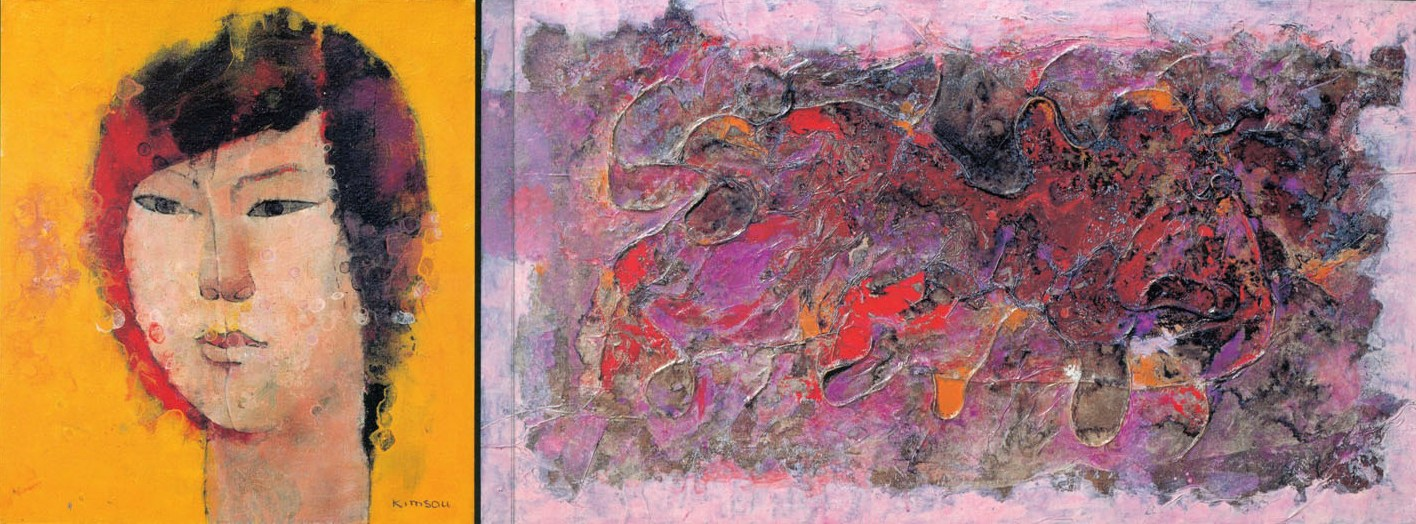
Ёнджин,1979
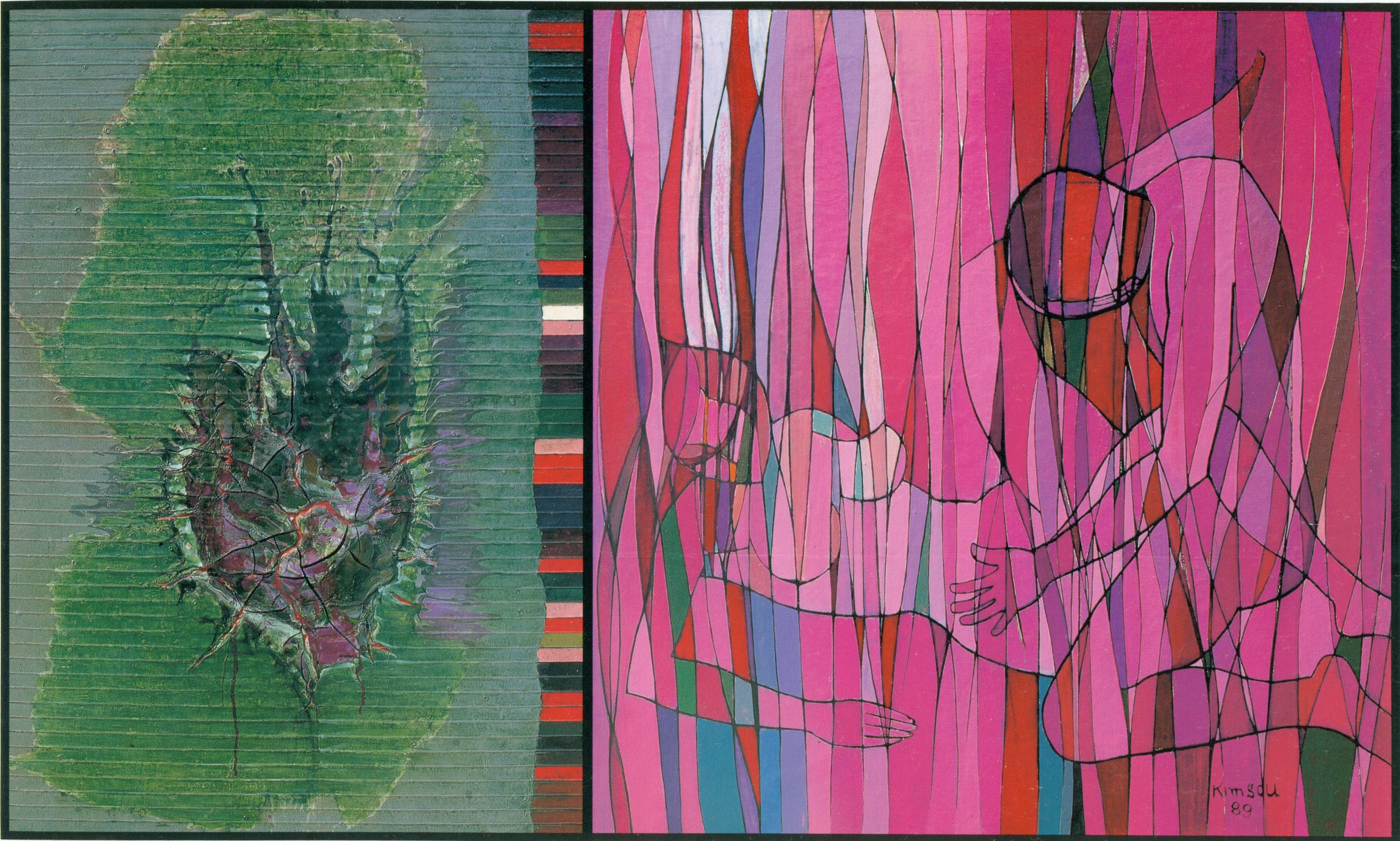
Зачатие,1989
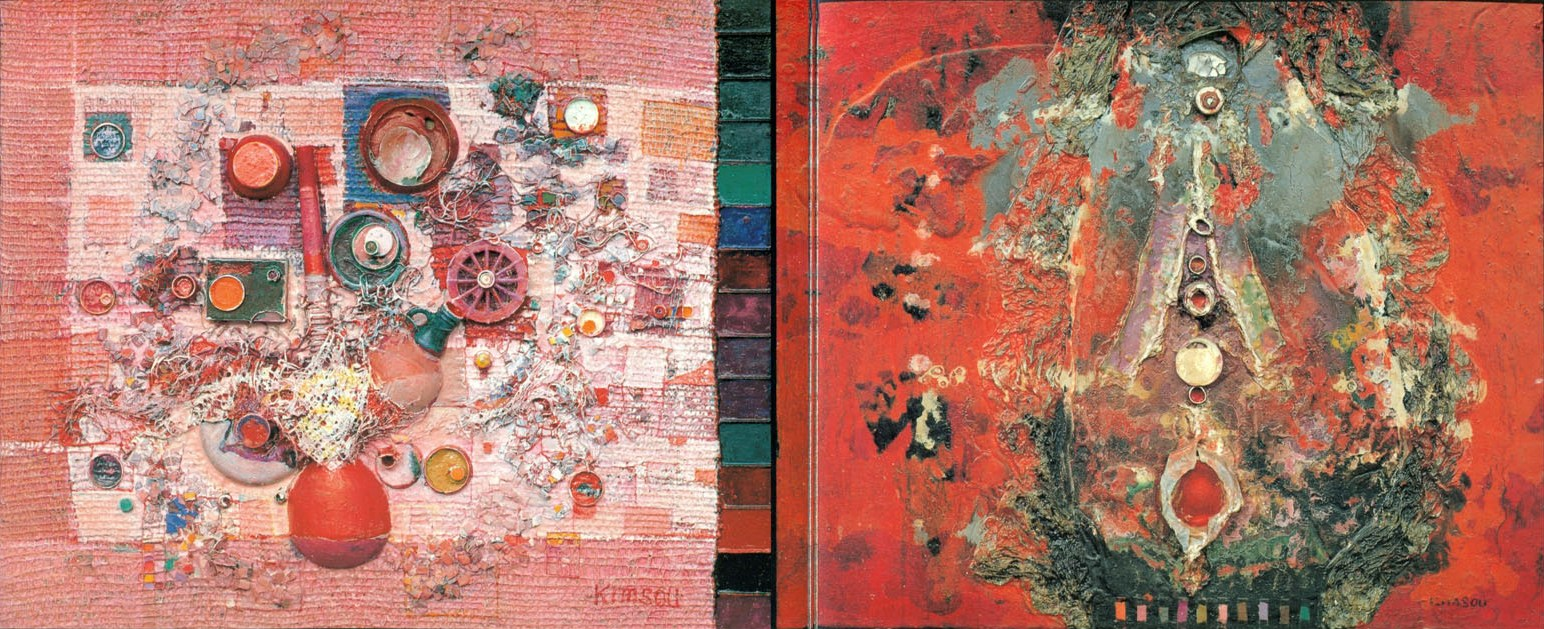
Источник,1975
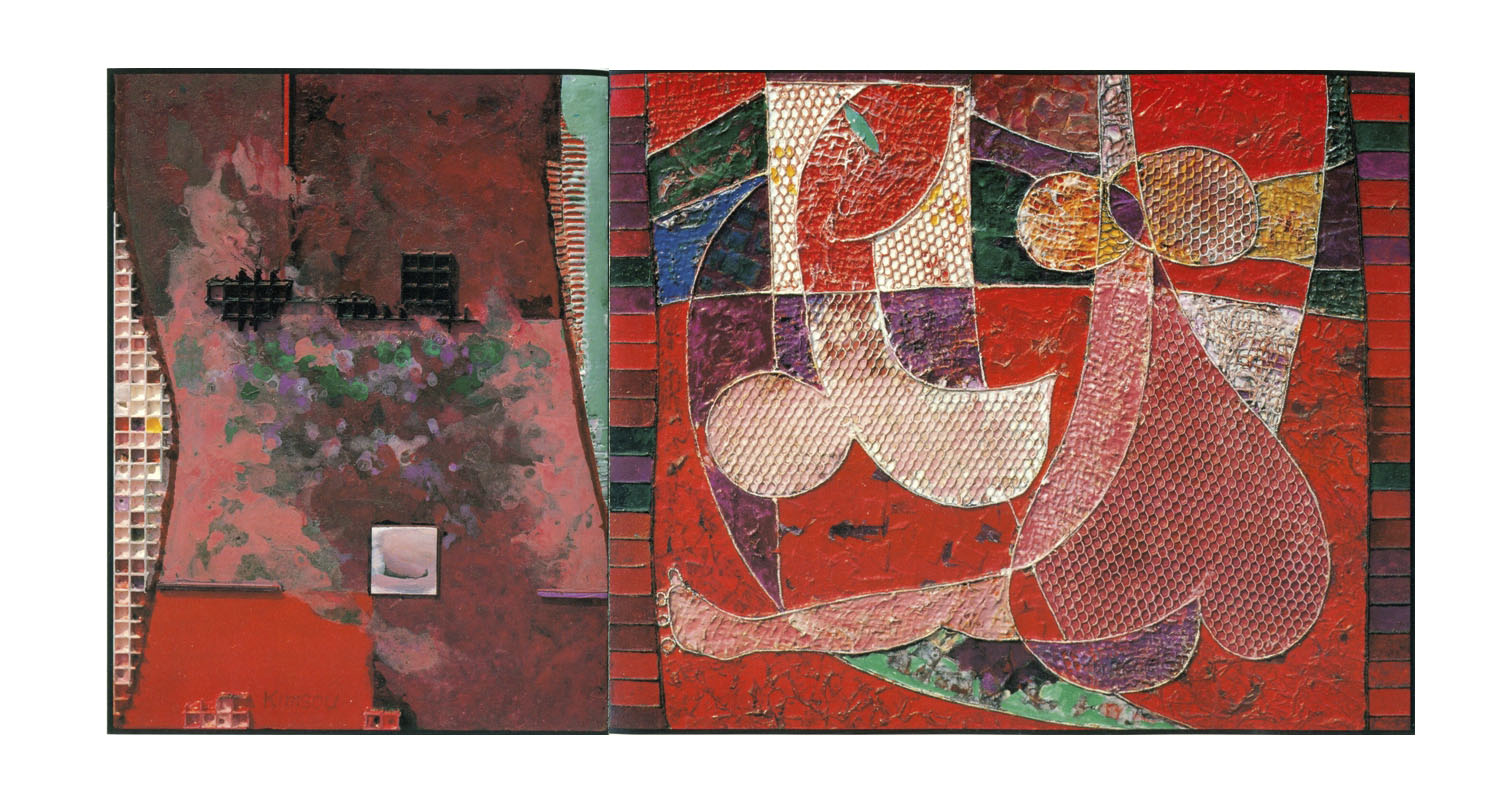
Композиция,1982
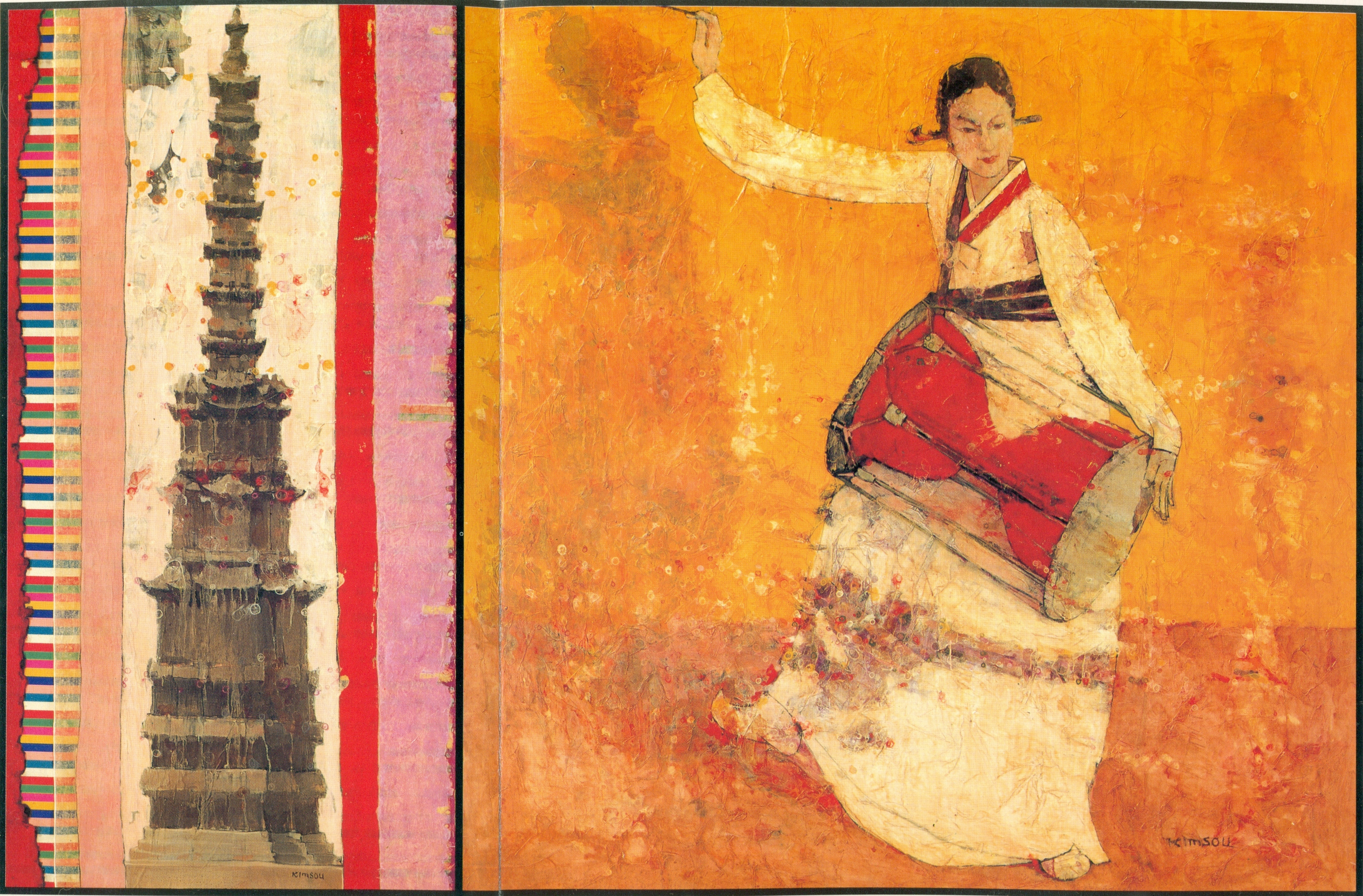
Корейская фантазия,1979
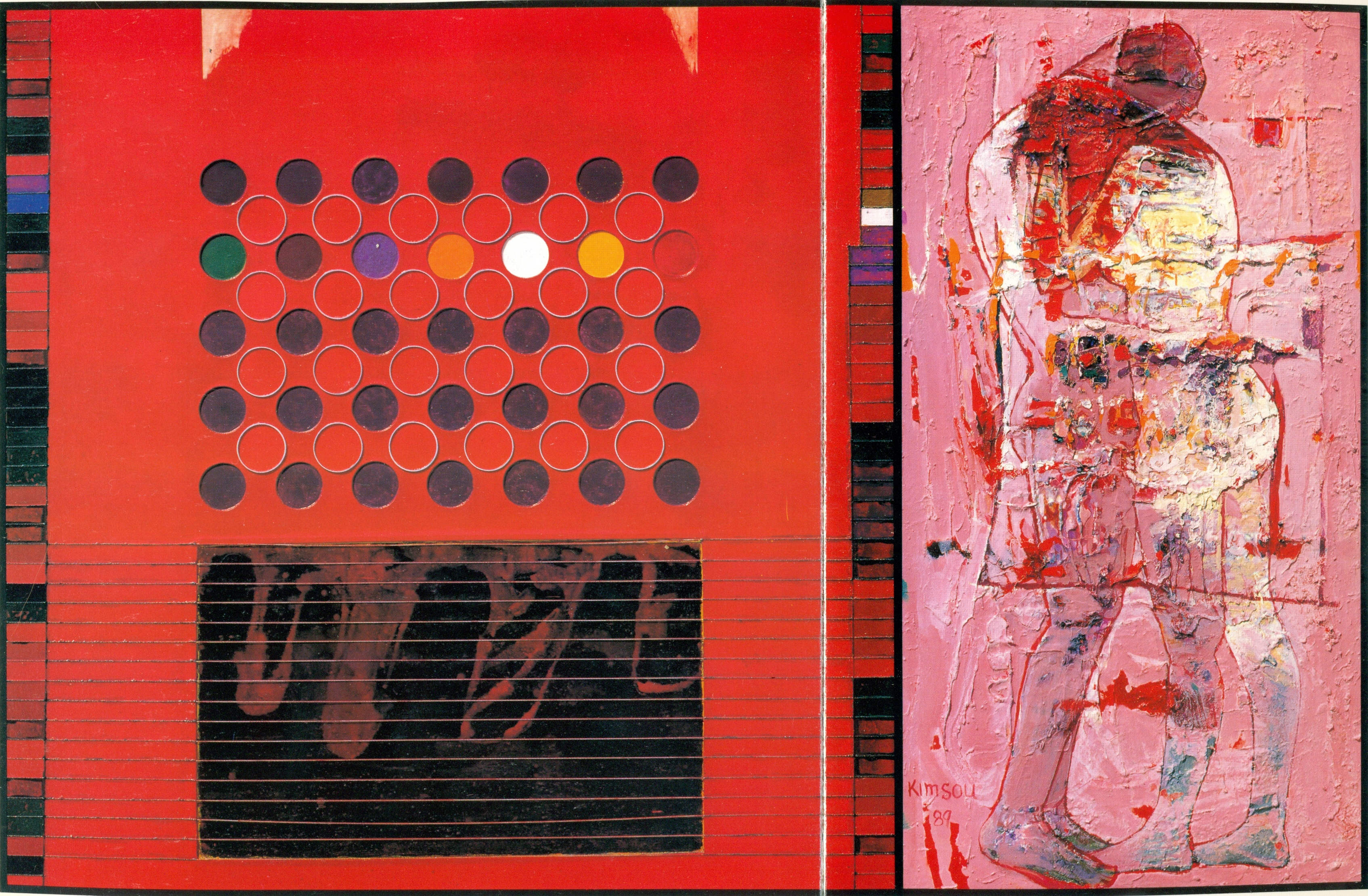
Любовь,1989
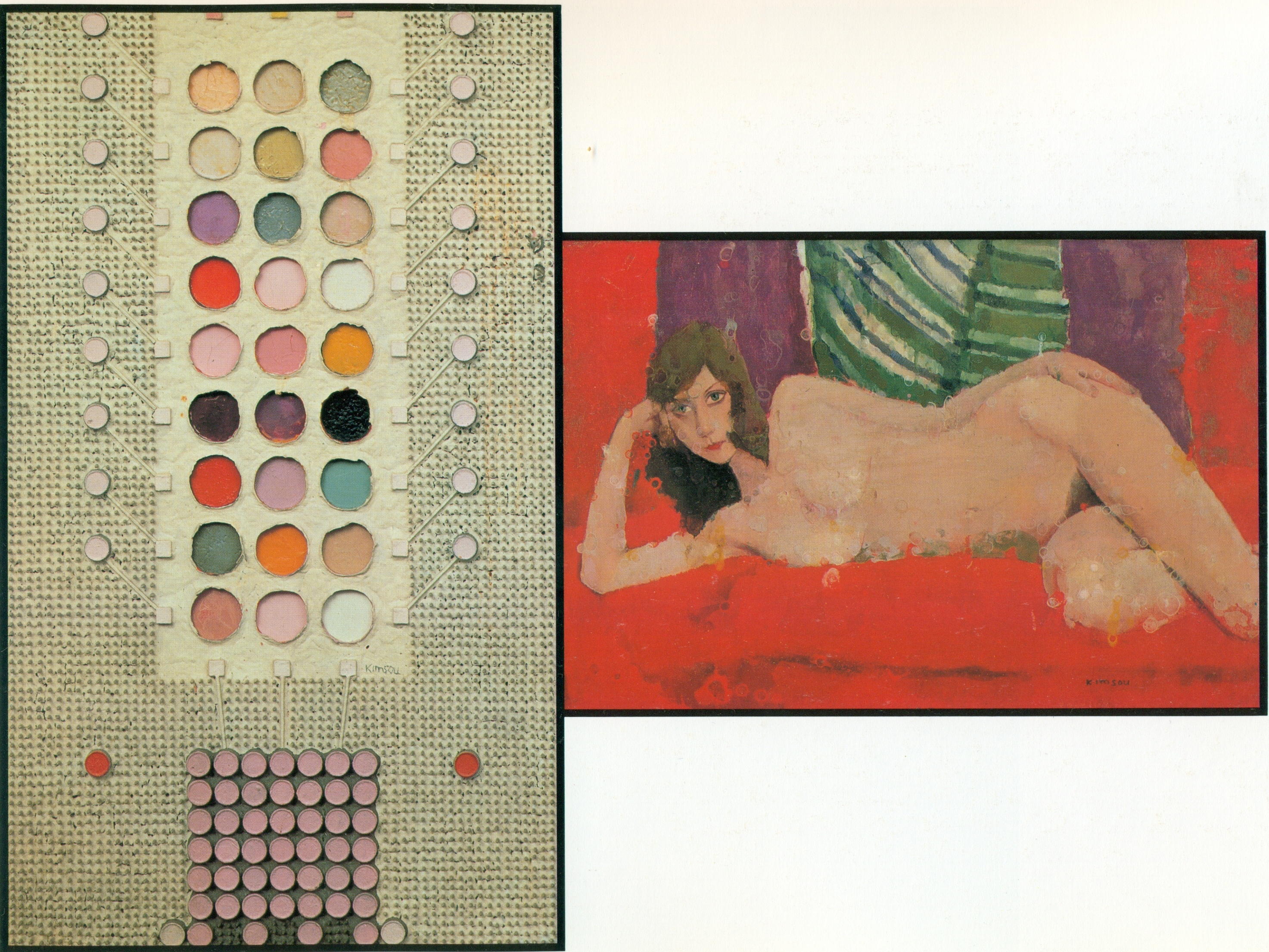
Морин обнаженная,1977
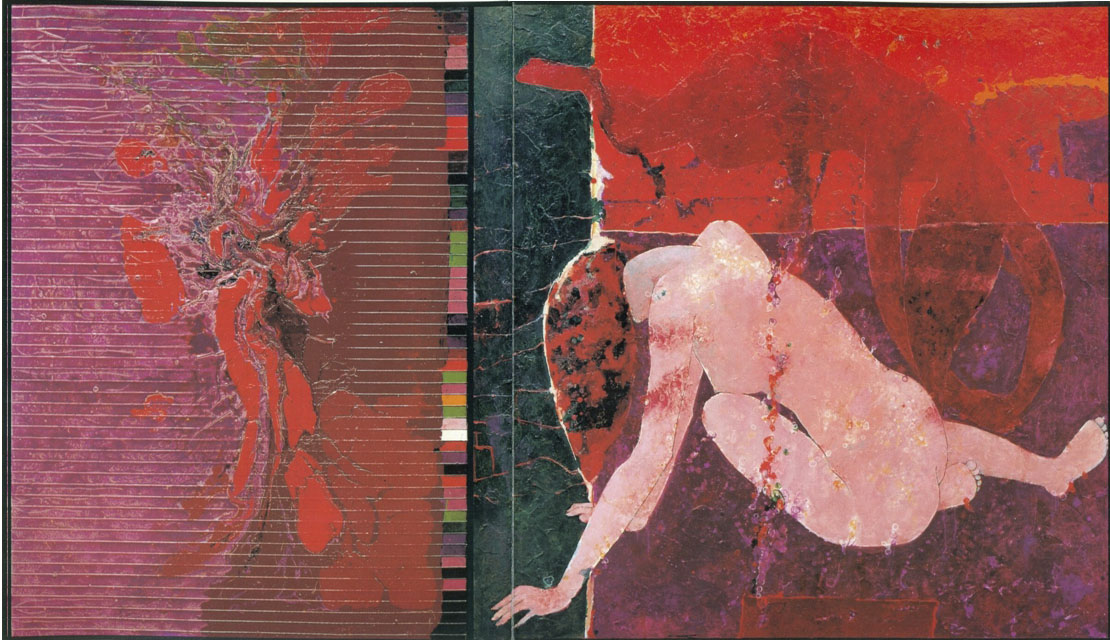
Обрушивается небо,1989
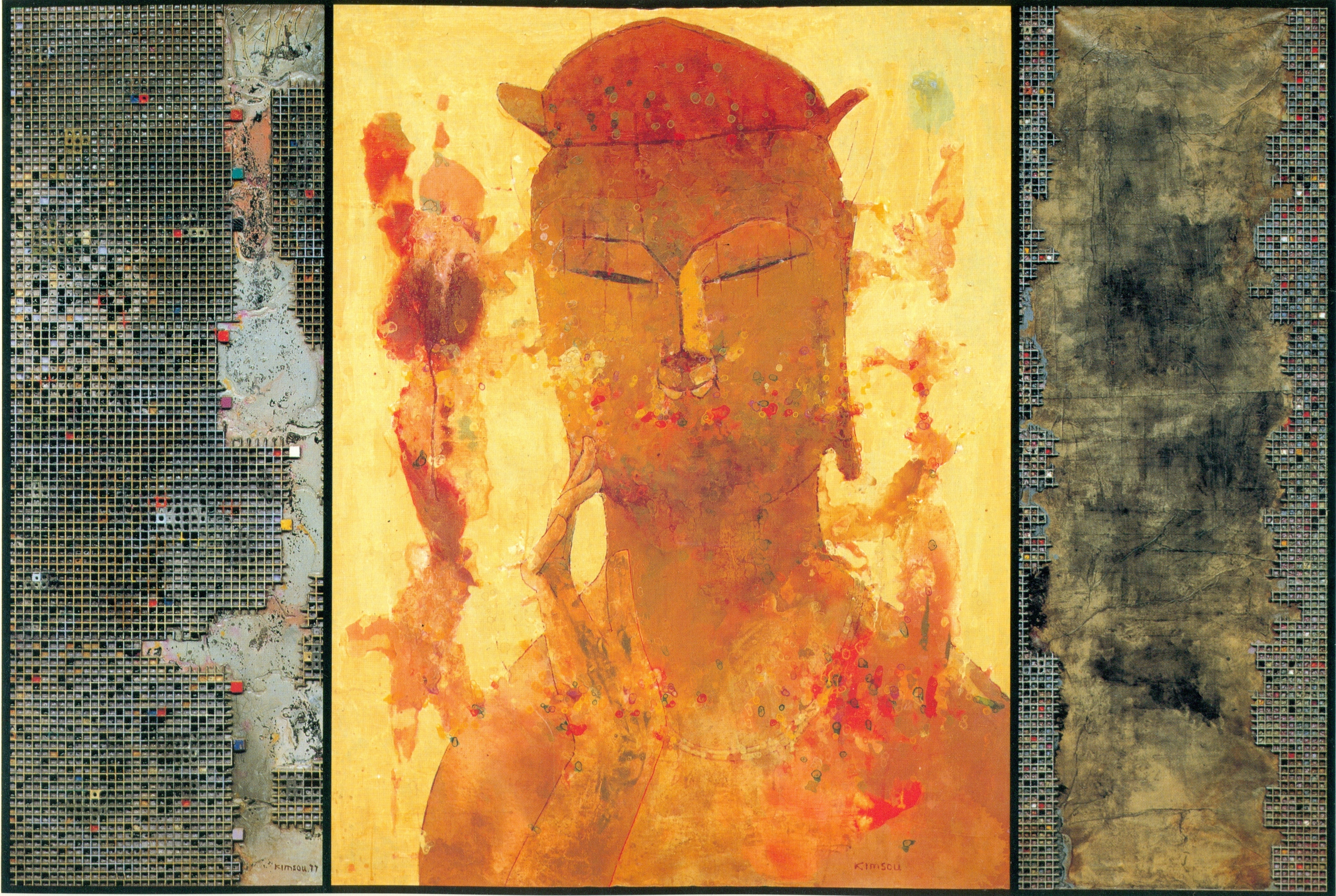
Озарение,1977
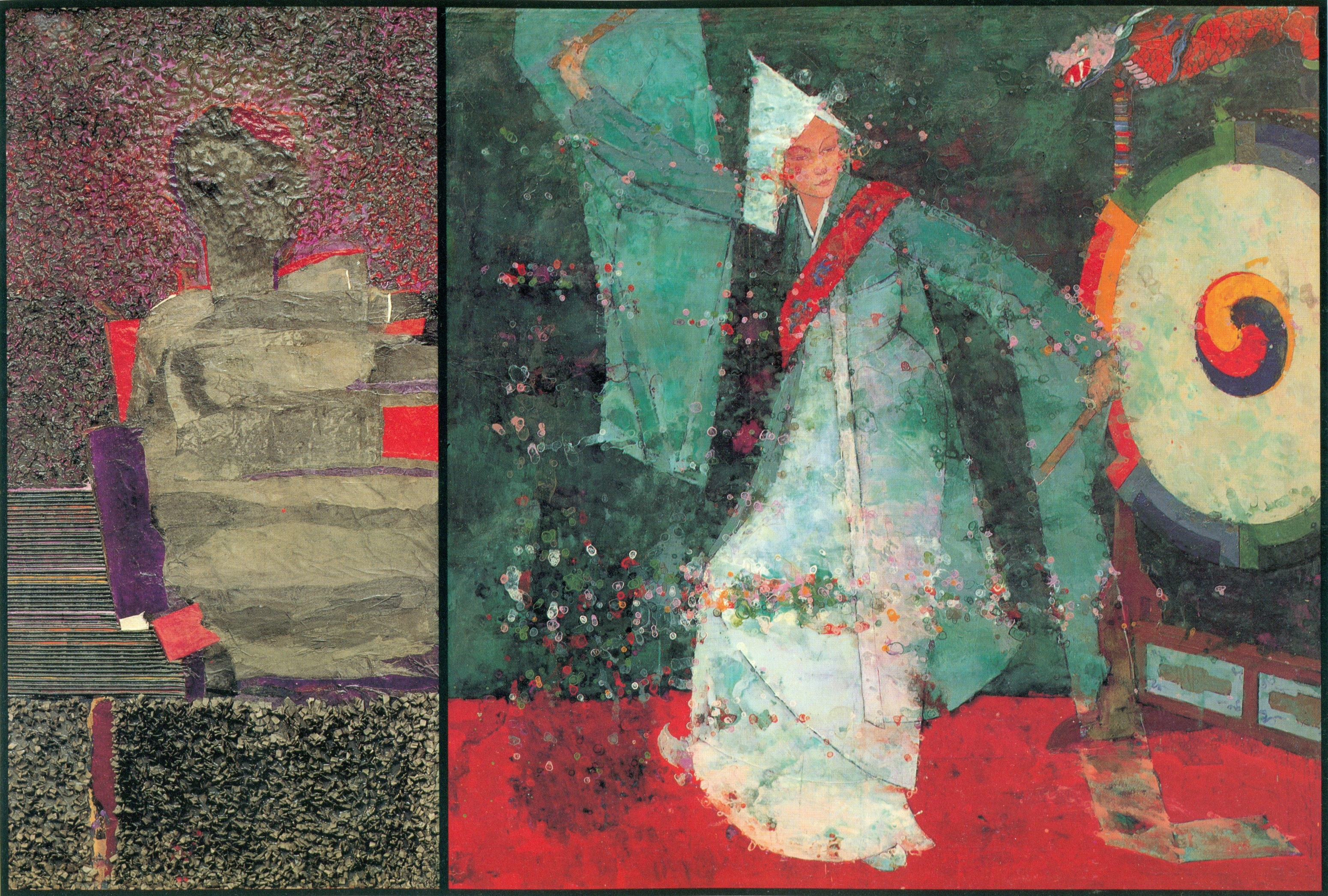
Пожелание,1979
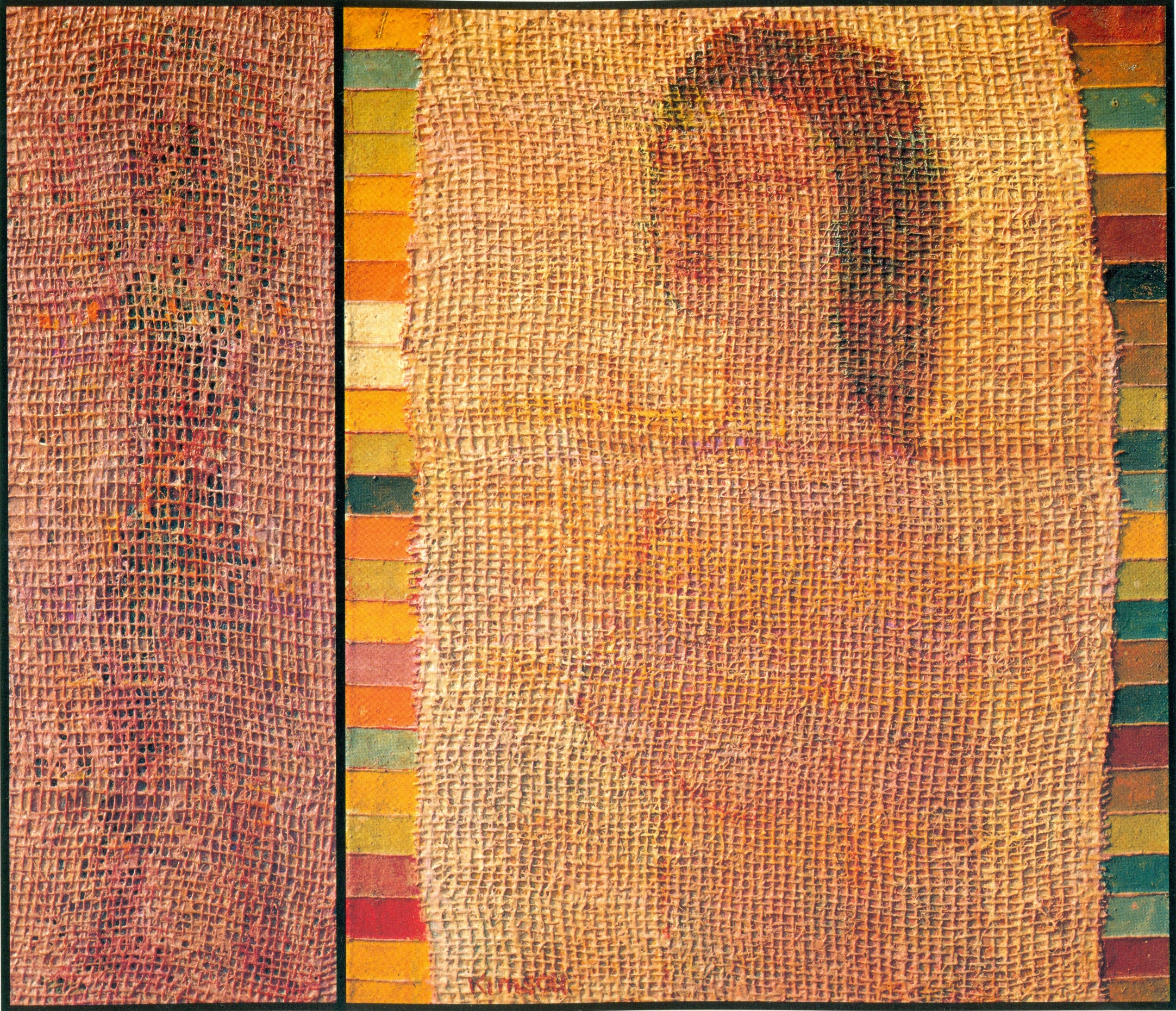
Поза,1982
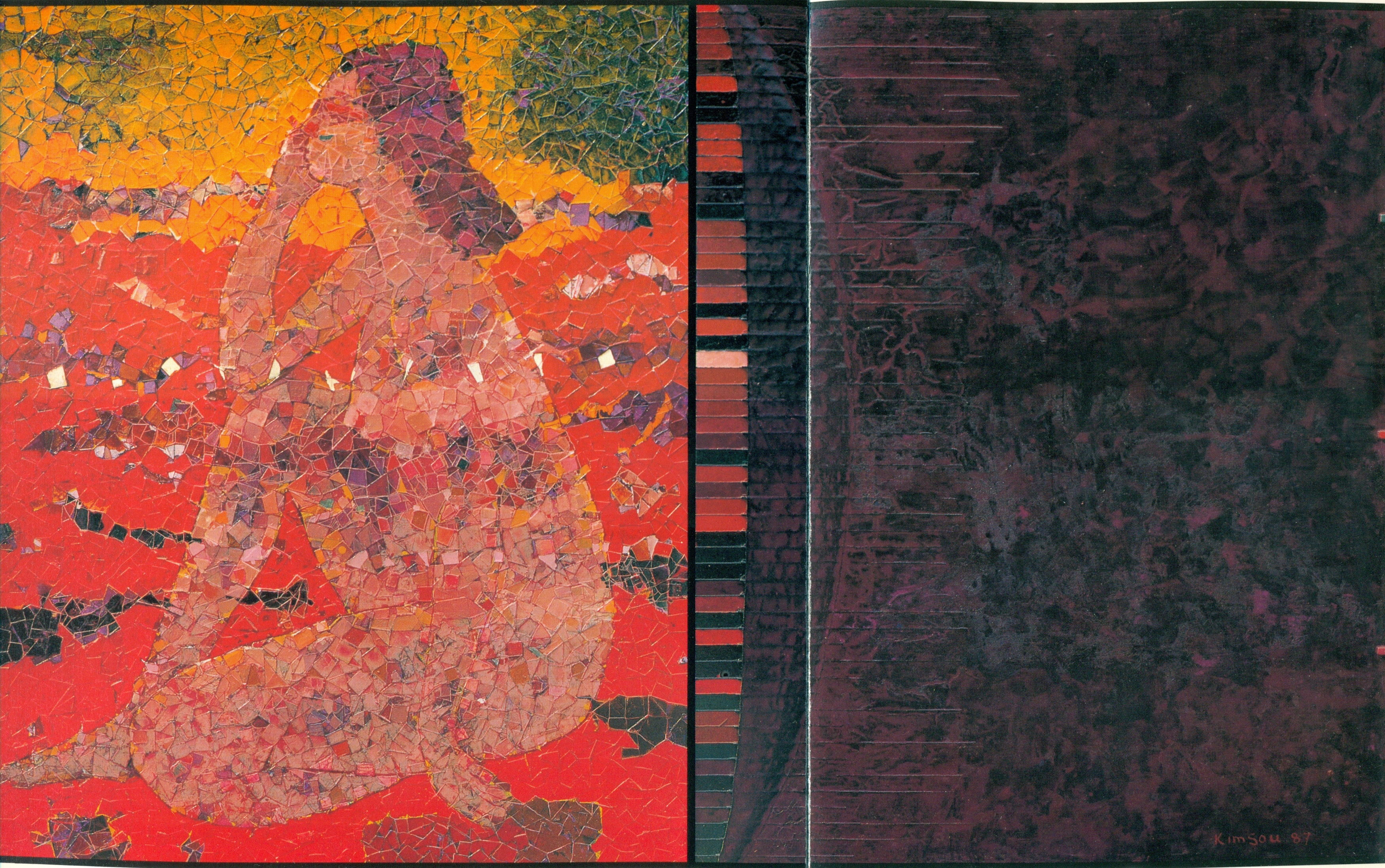
Сидящая женщина,1987
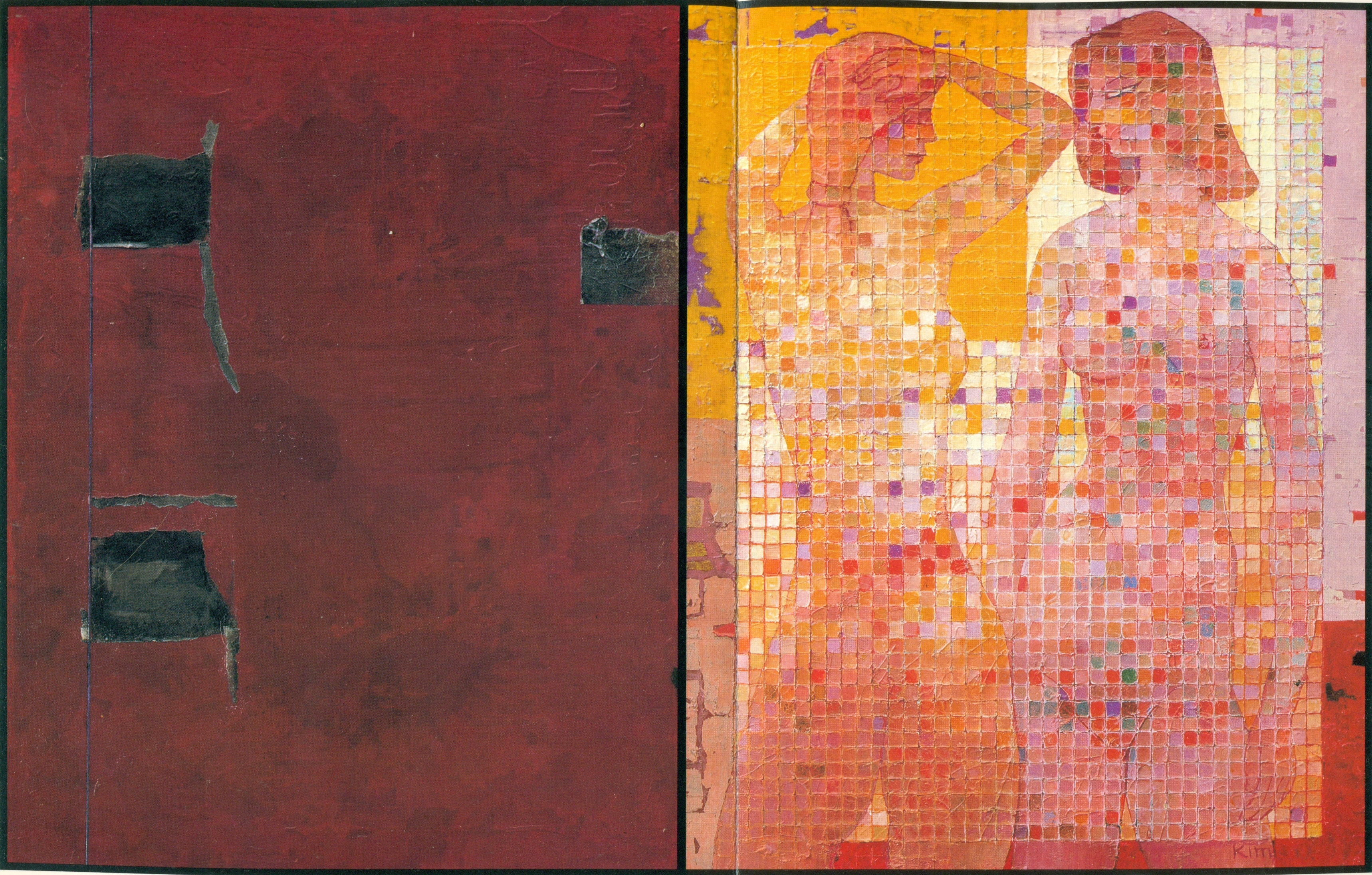
Страстное желание,1987
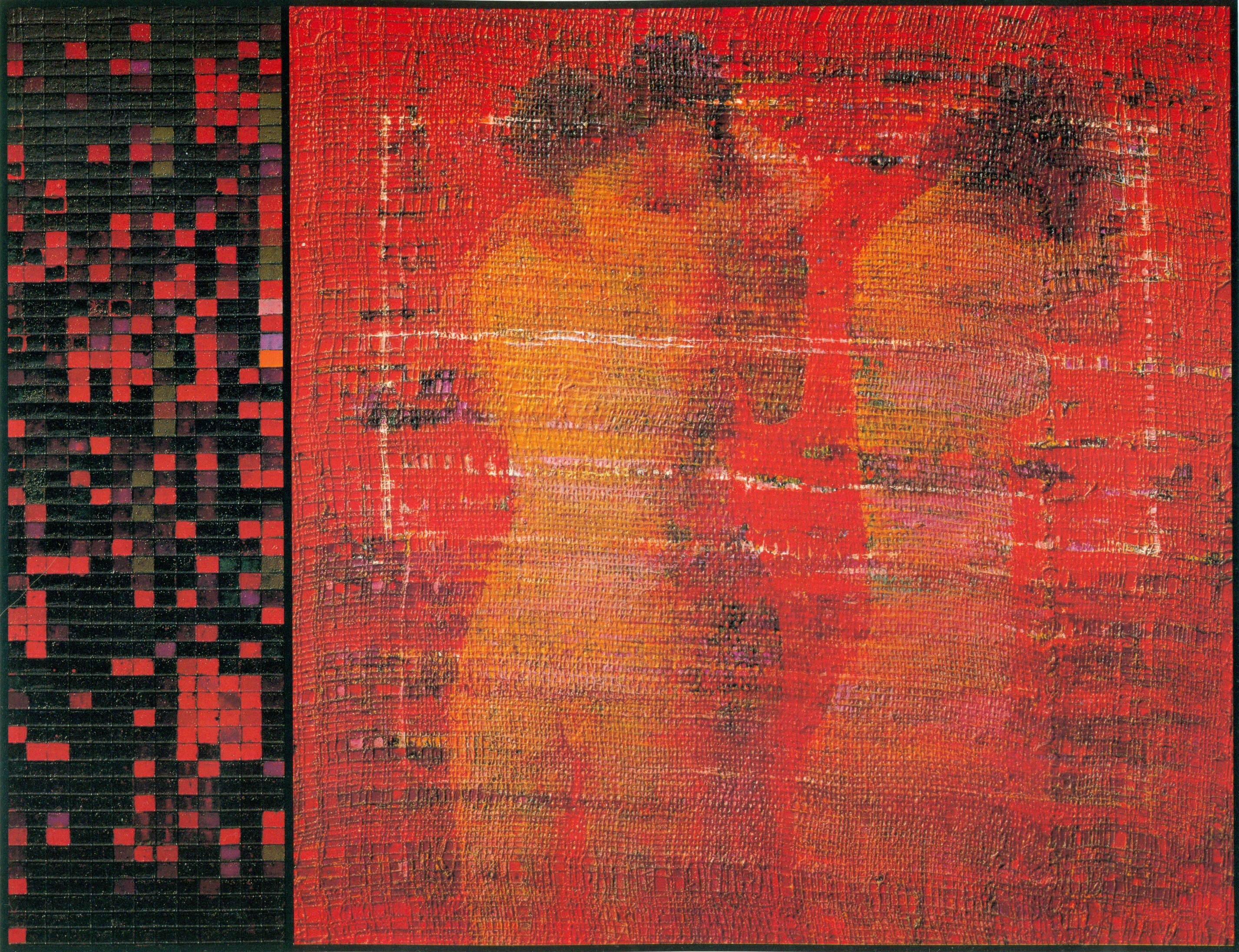
Три человека,1984
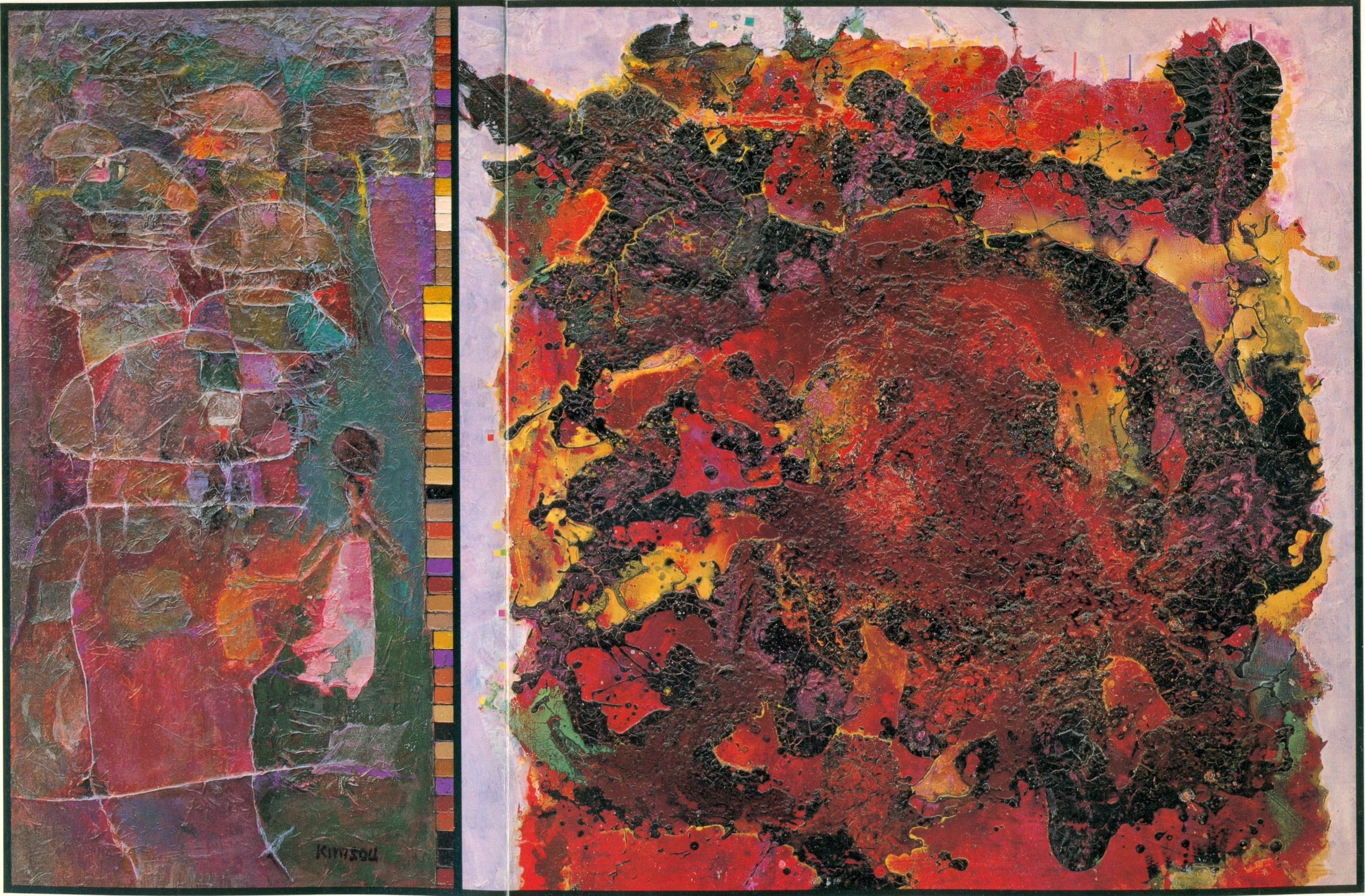
Утро поселка на скалистом пригорке,1975
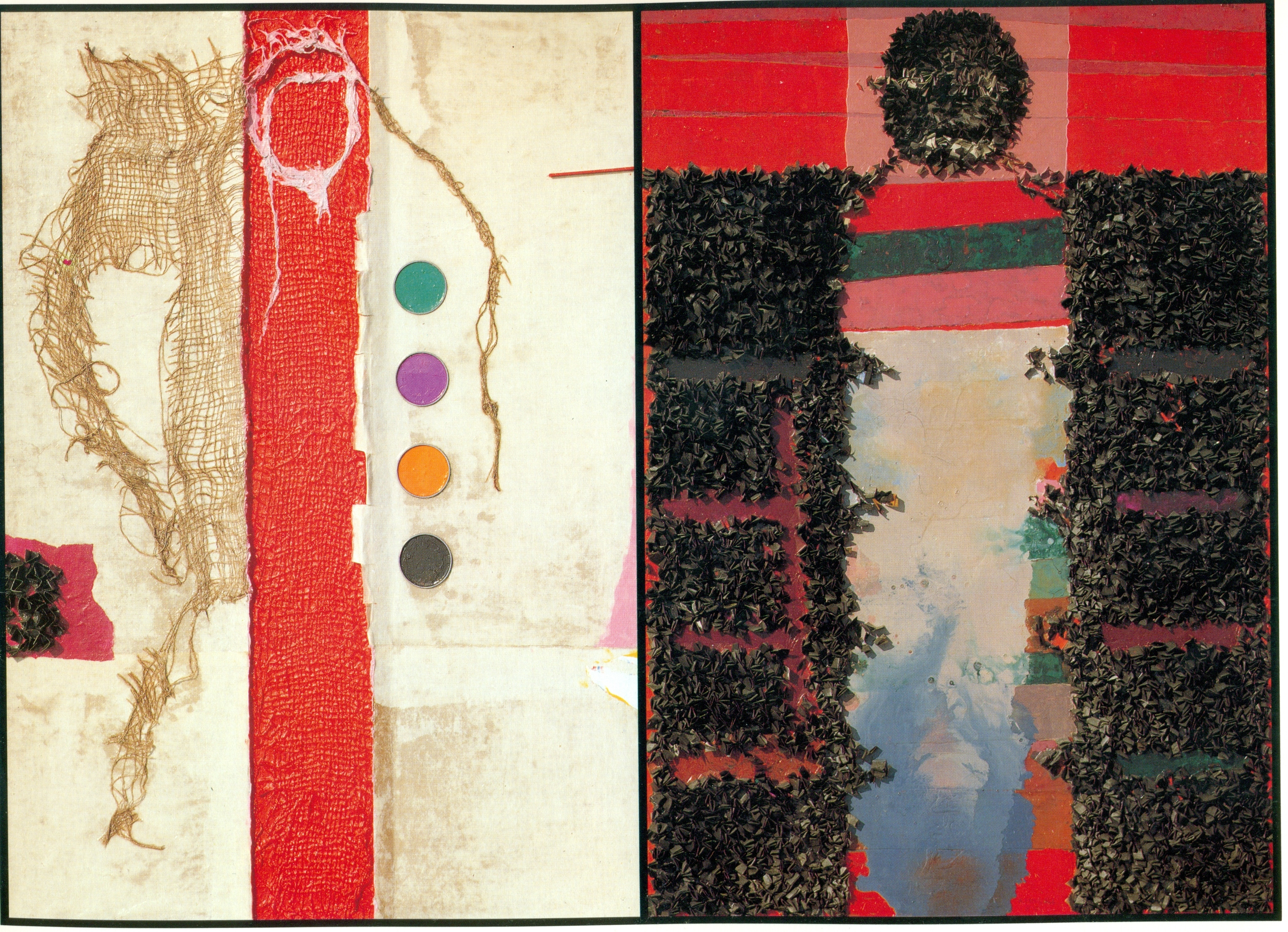
Хвастовство,1990.
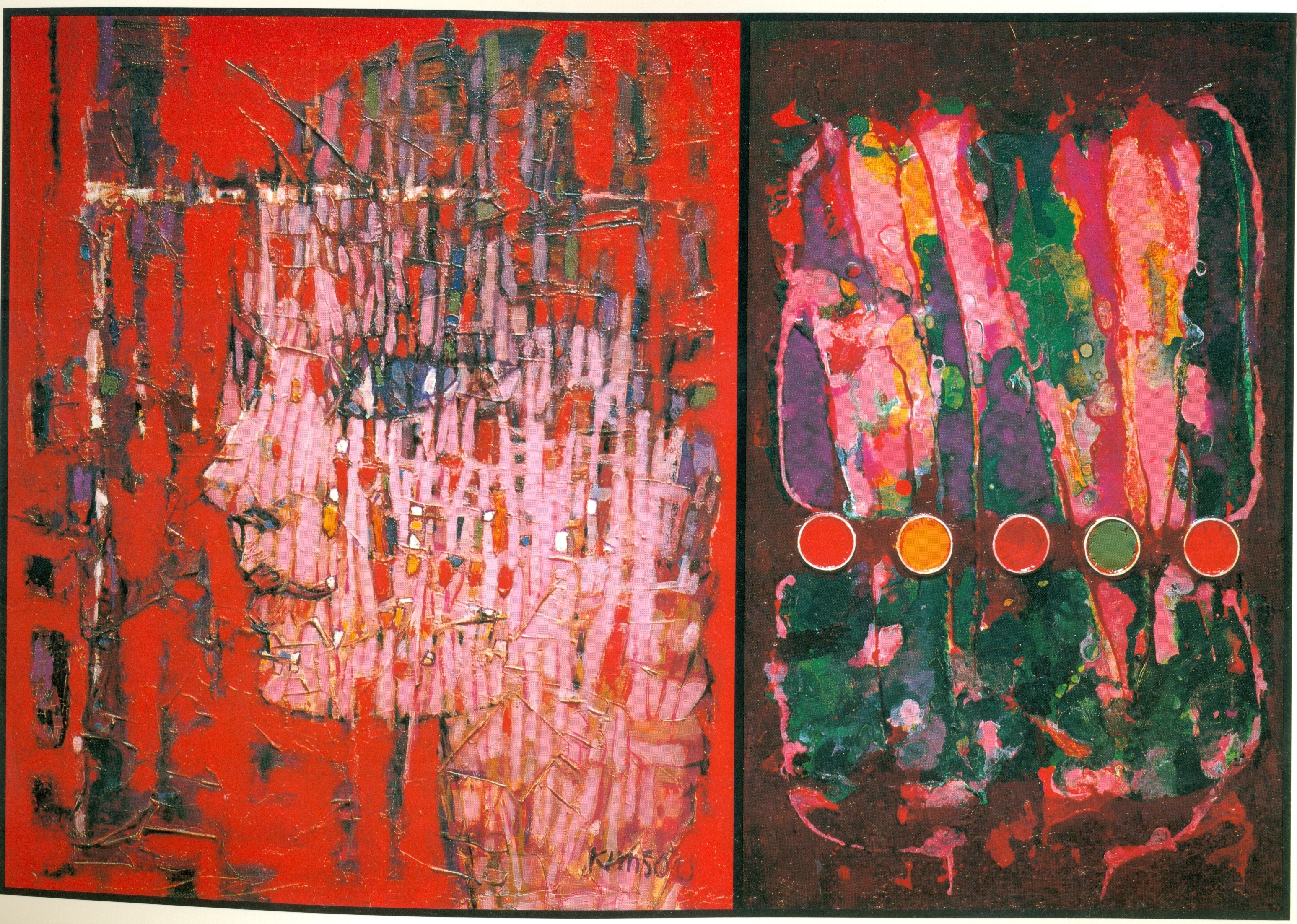
Эвлин,1960-91